# Haiti az 1996. évi nyári olimpiai játékokon
Haiti az egyesült államokbeli Atlantában megrendezett 1996. évi nyári olimpiai játékok egyik részt vevő nemzete volt. Az országot az olimpián 4 sportágban 7 sportoló képviselte, akik érmet nem szereztek.

## Atlétika
Férfi
| Versenyző         | Versenyszám | Előfutam | Előfutam | Előfutam | Negyeddöntő | Negyeddöntő | Negyeddöntő | Elődöntő | Elődöntő | Elődöntő | Döntő   | Döntő    |
| Versenyző         | Versenyszám | Idő      | Hely.    | Össz.    | Idő         | Hely.       | Össz.       | Idő      | Hely.    | Össz.    | Idő     | Helyezés |
| ----------------- | ----------- | -------- | -------- | -------- | ----------- | ----------- | ----------- | -------- | -------- | -------- | ------- | -------- |
| Anderson Vilien   | 200 m       | 21,62    | 6.       | 68.      | kiesett     | kiesett     | kiesett     | kiesett  | kiesett  | kiesett  | kiesett | kiesett  |
| Jean-Marc Destine | 800 m       | 1:48,82  | 5.       | 43.      |             |             |             | kiesett  | kiesett  | kiesett  | kiesett | kiesett  |
| Wagner Marseille  | 110 m gát   | 13,95    | 6.       | 44.      | kiesett     | kiesett     | kiesett     | kiesett  | kiesett  | kiesett  | kiesett | kiesett  |

## Cselgáncs
Férfi
| Versenyző       | Versenyszám | Selejtező         | 32-es főtábla              | Nyolcaddöntő      | Negyeddöntő       | Elődöntő          | Vigaszág első kör     | Vigaszág negyeddöntő | Vigaszág elődöntő | Bronz- mérkőzés   | Döntő             | Helyezés |
| Versenyző       | Versenyszám | Ellenfél Eredmény | Ellenfél Eredmény          | Ellenfél Eredmény | Ellenfél Eredmény | Ellenfél Eredmény | Ellenfél Eredmény     | Ellenfél Eredmény    | Ellenfél Eredmény | Ellenfél Eredmény | Ellenfél Eredmény | Helyezés |
| --------------- | ----------- | ----------------- | -------------------------- | ----------------- | ----------------- | ----------------- | --------------------- | -------------------- | ----------------- | ----------------- | ----------------- | -------- |
| Adler Volmar    | Váltósúly   | erőnyerő          | Flávio Canto (BRA) · V     | kiesett           | kiesett           | kiesett           |                       |                      |                   |                   |                   | 21.      |
| Somoza Celestin | Középsúly   | erőnyerő          | Armen Bagdasarov (UZB) · V |                   |                   |                   | Oleg Malcev (RUS) · V | kiesett              | kiesett           | kiesett           |                   | 13.      |

## Tenisz
Férfi
| Versenyző     | Versenyszám | 64-es főtábla                      | 32-es főtábla     | Nyolcaddöntő      | Negyeddöntő       | Elődöntő          | Bronz- mérkőzés   | Döntő             | Helyezés |
| Versenyző     | Versenyszám | Ellenfél Eredmény                  | Ellenfél Eredmény | Ellenfél Eredmény | Ellenfél Eredmény | Ellenfél Eredmény | Ellenfél Eredmény | Ellenfél Eredmény | Helyezés |
| ------------- | ----------- | ---------------------------------- | ----------------- | ----------------- | ----------------- | ----------------- | ----------------- | ----------------- | -------- |
| Ronald Agénor | Egyes       | Magnus Gustafsson (SWE) · 2–6, 4–6 | kiesett           | kiesett           | kiesett           | kiesett           | kiesett           | kiesett           | 33.      |

## Úszás
Férfi
| Versenyző     | Versenyszám    | Előfutam | Előfutam | Előfutam | Döntő   | Döntő   | Döntő   | Helyezés |
| Versenyző     | Versenyszám    | Idő      | Hely.    | Össz.    | Típus   | Idő     | Hely.   | Helyezés |
| ------------- | -------------- | -------- | -------- | -------- | ------- | ------- | ------- | -------- |
| Alain Sergile | 100 m pillangó | 58,23    | 7.       | 56.      | kiesett | kiesett | kiesett | kiesett  |